# Мала Весь (Велицький повіт)
Мала Весь (пол. Mała Wieś) — село в Польщі, у гміні Величка Велицького повіту Малопольського воєводства.
Населення — 891 особа (2011).

## Демографія
Демографічна структура станом на 31 березня 2011 року:
|          | Загалом | Допрацездатний вік | Працездатний вік | Постпрацездатний вік |
| -------- | ------- | ------------------ | ---------------- | -------------------- |
| Чоловіки | 453     | 99                 | 316              | 38                   |
| Жінки    | 438     | 67                 | 277              | 94                   |
| Разом    | 891     | 166                | 593              | 132                  |